# Sikeå
Sikeå är en småort i Bygdeå socken i Robertsfors kommun belägen vid kusten cirka 4 kilometer öster om Robertsfors.

## Historia
På Sikaberget finns gravrösen som är daterade till 1000-talet f. Kr., men en fastare bebyggelse torde ha kommit långt senare. Gustav Vasas jordebok från 1543 nämner fyra bönder i byn Sickåå. Namnet är en sammansättning av sik och å. Ån är Ståbäcken.

## Samhället
I Sikeå finns en boulebana samt Sveriges minsta brandstation . I Sikeå hamn finns en havscamping med husvagnsplatser samt stugor. 
I byn finns Drömvallens förskola, en föräldrakooperativ förskola som startades 1993. 

## Idrott
Sikeå har ett handbollslag i division 1 norra, Sikeå SK och laget har fostrat två elitseriespelare.

## Kultur
Baserat i Sikeå finns skivbolaget SIK Records, som till dags dato har tre utgivningar i sin katalog; samlingskassetten SIKTAPE SAMLINGSKASS 1 (2002), The Vectors / Frantic – Pigs And Parasites Split 7″ EP (2011) samt Kommunen – Individer överallt (2020). SIK Records har också arrangerat punkspelningar i Sikeå och Robertsfors samt stod värd för musikfestivalen SIK-Festivalen i Sikeå och Sikeå Hamn i början av 2000-talet. HamnFesten är ett återkommande arrangemang som lockar med en gemytlig och festlig stämning som start inför sommaren.